# Boyd Shermis
Boyd Howard Shermis (* 26. Oktober 1958 im Ventura County, Kalifornien) ist ein VFX Supervisor, der 2007 für Poseidon für den Oscar in der Kategorie Beste visuelle Effekte nominiert wurde.

## Leben
Er studierte an der California State University, Long Beach und machte seinen Abschluss als Bachelor of Fine Arts im Bereich Musikperformance. Ab 1985 arbeitete er für mehrere Jahre bei Apogee Productions als Koordinator und VFX Supervisor für Werbespots. 1994 war er für Speed erstmals an den Visual Effects für einen Spielfilm beteiligt. In den folgenden Jahren war er für Filme wie Batman Forever, Nur noch 60 Sekunden und Passwort: Swordfish tätig.
2007 wurde er gemeinsam mit Kim Libreri, Chas Jarrett und John Frazier für Poseidon für den Oscar in der Kategorie Beste visuelle Effekte nominiert. Er ist Mitglied der Academy of Motion Picture Arts and Sciences und der Directors Guild of America.

## Filmografie (Spezialeffekte)
- 1994: Speed
- 1995: Batman Forever
- 1997: Im Körper des Feindes (Face/Off)
- 1997: The Shining (Fernsehserie, 3 Folgen)
- 1999: Turbulenzen – und andere Katastrophen (Pushing Tin)
- 2000: Nur noch 60 Sekunden (Gone in Sixty Seconds)
- 2001: Passwort: Swordfish (Swordfish)
- 2002: Chasm (Kurzfilm)
- 2003: Born 2 Die (Cradle 2 the Grave)
- 2006: Poseidon
- 2007: Fantastic Four: Rise of the Silver Surfer (4: Rise of the Silver Surfer)
- 2007: Invasion (The Invasion)
- 2009: G.I. Joe – Geheimauftrag Cobra (G.I. Joe: The Rise of Cobra)
- 2012: Die Reise zur geheimnisvollen Insel (Journey 2: The Mysterious Island)
- 2013: Metallica Through the Never